# Thomas Lehmann
Pour les articles homonymes, voir Lehmann.
Tom Lehmann est un économiste, programmeur, éditeur de jeux de société et rédacteur technique américain né le 1er juillet 1958 .

## Biographie
Tom Lehmann est plus connu pour ses activités de game designer dont on peut citer: Fast Food Franchise, Time Agent, Race for the Galaxy ou encore Res Arcana. Il est également l'éditeur et le designer de  Prism Games.

## Ludographie

### Seul auteur
- Suzerain, 1991, édité par Prism Games.
- Fast Food Franchise, 1992, illustré par Armand Cabrera et Jennifer Angerman, édité par Prism Games.
- Age Of Exploration, 1994, édité par Prism Games.
- Throneworld, 1997, illustré par Carolyn Wales, Jeff Sturgeon et Rich Enloe, édité par Prism Games.
- Magellan, 2002, illustré par Franz Vohwinkel, édité par Hans Im Glück et Rio Grande Games.
- 1846 : The Race For The Midwest, 2005, édité par Gmt Games.
- Jericho, 2006, illustré par Christof Tisch, édité par Abacusspiele.
- To Court The King, 2006, édité par Rio Grande Games.
- Phoenicia, 2007, illustré par Matthias Catrein, édité par Jklm Games.
- Race For The Galaxy, 2007, illustré par Claus Stephan et Martin Hoffmann, édité par Rio Grande Games.
  - Race For The Galaxy - Tempête En Formation (extension), 2008
  - Race For The Galaxy - Rebelles Contre Imperium (extension), 2009
  - Race For The Galaxy : Au Bord De L'Abîme (extension), 2010
  - Race For The Galaxy : Artefacts Aliens (extension), 2013
  - Race For The Galaxy - Xeno Invasion (extension), 2016
- Middle Kingdom, 2008, édité par Z-man Games.
- The City, 2011, illustré par Klemens Franz, édité par Amigo Spiele.
  - The City : Eco Expansion (extension), 2019
- Ciúb, 2014, illustré par Dennis Lohausen, édité par Amigo Spiele.
- Roll Through The Ages: Iron Age, 2014, édité par Eagle-Gryphon Games.
  - Roll Through The Ages : The Iron Age With Mediterranean (extension), 2014
- Favor Of The Pharaoh, 2015, illustré par Ollin Timm, édité par Bezier Games.
- Jump Drive, 2017, illustré par Claus Stephan, Martin Hoffmann et Mirko Suzuki, édité par Rio Grande Games.
- New Frontiers: The Race For The Galaxy, 2018, illustré par Claus Stephan et Martin Hoffmann, édité par Rio Grande Games.
- Res Arcana, 2019, illustré par Julien Delval, édité par Sand Castle Games.
  - Res Arcana - Lux Et Tenebrae (extension), 2019
  - Res Arcana - Perlae Imperii (extension), 2021
- Jekyll/Hyde, 2021, illustré par Olivier Danchin, édité par Superlude.
- Dice Realms, 2021, édité par Rio Grande Games.
- Res Arcana Duo (jeu individuel et extention pour Res Arcana), 2024, illustré par Julien Delval, édité par Sand Castle Games.

### Avec James Hlavaty
- Time Agent, 1992, édité par Prism Games.
- 2038: Tycoons Of The Asteroid Belt, 1995, illustré par Jeff Sturgeon, John Stoltenberg et Michael Mclaughin, édité par Prism Games.

### Avec Wei-Hwa Huang
- Roll For The Galaxy, 2014, illustré par Claus Stephan, Martin Hoffmann et Mirko Suzuki, édité par Rio Grande Games.
  - Roll For The Galaxy : Ambition (extension), 2015
  - Roll For The Galaxy: Rivalry (extension), 2019

### Avec Joe Huber
- Starship Merchants, 2012, illustré par Chris Quilliams, David J. Coffey et Zac Pensol, édité par Inc. et Toy Vault.

### Avec Matt Leacock
- Pandémie - Au Seuil De La Catastrophe (extension), 2009, illustré par Régis Moulun, édité par Filosofia.
- Pandémie - In Vitro (extension), 2014, illustré par Chris Quilliams, édité par Filosofia.
- Pandémie : État D'urgence (extension), 2015,  illustré par Chris Quilliams, édité par Filosofia.
- Pandémic - Le Remède : Mesures Extrèmes (extension), 2016, édité par Filosofia et Z-Man Games.
- Pandemic: Hot Zone – Europe (Standalone), 2021, illustré par Chris Quilliams et Atha Kanaani, édité par Z-Man Games.

## Nominations et récompenses
- As d'or Jeu de l'année:
  - Jeu de l'année Expert 2020 : Res Arcana, 2019 (illustré par Julien Delval) édité par Sand Castle Games.